# Jay Garrick
Jason "Jay" Peter Garrick es un superhéroe de ficción que aparece en los cómics estadounidenses publicados por DC Comics. Es el primer superhéroe conocido como Flash. El personaje fue creado por el escritor Gardner Fox y el artista Harry Lampert. Apareció por primera vez en Flash Comics # 1 (1940).
Después de un extraño accidente de laboratorio, adquirió la capacidad de moverse a una velocidad sobrehumana y eligió luchar contra el crimen como un vigilante disfrazado que se hace llamar "Flash". Jay Garrick ha hecho numerosas apariciones en otros medios, incluido su debut de acción en vivo como cameo en Smallville interpretado por Billy Mitchell, y recurrente en el programa Arrowverso, The Flash, interpretado por John Wesley Shipp y como invitado en la serie de televisión Stargirl.

## Biografía ficticia

### Flash
Cuando antes de 1940, Jason Peter Garrick era un estudiante universitario, inhaló accidentalmente unos vapores de agua dura con la que estaba experimentando dejándolo en coma. Semanas más tarde, Garrick salió del coma tan saludable como antes pero, con asombro, descubrió que podía correr a una velocidad superhumana y que tenía reflejos igual de rápidos (los retcons posteriores indicaron que la inhalación simplemente activó un metagén latente).
Tras una breve carrera como estrella universitaria de fútbol americano, se vistió con una camisa roja cruzada por un rayo y un estilizado casco metálico con alas (basado en las imagen del dios romano Mercurio) y empezó a combatir el crimen como "Flash". El casco había pertenecido al padre de Jay, Joseph, quien había luchado durante la Primera Guerra Mundial. Se lo ha visto utilizar su casco como arma/escudo (por ejemplo, en Crisis Infinita).
Su primer gran caso lo llevó a enfrentar a los Cuatro impecables (Faultless Four), un grupo de chantajistas que habían secuestrado al padre de Joan Williams, su futura esposa. En sus primeras historias parece ser ampliamente conocido que Garrick es Flash. Más tarde se explica que Jay consigue mantener su identidad en secreto sin llevar una máscara gracias a que, mientras está en público, hace vibrar su cuerpo continuamente de tal manera que cualquier fotografía de su rostro saldrá borrosa.
Originariamente las aventuras de Garrick transcurrían en la ciudad de Nueva York, pero más tarde se escribió un retcon por el cual siempre operó en la ciudad ficticia de Keystone City.
Al igual que los demás Flashes que seguirían sus pasos, Garrick se hizo muy amigo del Linterna Verde de su época, Alan Scott, a quien conoció a través de la Sociedad de la Justicia de América.

### La Sociedad de la Justicia de América
Flash se convirtió muy pronto en uno de los superhéroes más conocidos de la Edad de Oro. Además de ser uno de los miembros fundadores de la Sociedad de la Justicia de América, fue su primer presidente. Garrick dejó la SJA luego del n.º 6 de All Star Comics, regresando varios años después, y tuvo una distinguida carrera luchando contra el crimen durante los años 40.
Los primeros años de actividad de Garrick han sido completados mediante varias historias retroactivas. Una de ellas explicó el retiro de los miembros de la SJA, incluyendo a Flash, contando que en 1951 fueron investigados por el Comité de Actividades Antiestadounidenses por tener posibles tendencias comunistas y el 13 de octubre de ese año se les solicitó que revelaran sus identidades. La SJA declinó y Garrick, que recientemente se había casado con su novia Joan, se retiró de la vida superheroica. Desde entonces se dedicó a su carrera como científico, dirigiendo un laboratorio durante varias décadas. El All-Star Squadron Annual n.º 3 explica que la SJA luchó contra un ser llamado Ian Karkull que les imbuyó con una energía que retarda su envejecimiento, así como el de sus novias y compañeros, permitiendo a Garrick y a otros permanecer en actividad a finales del siglo XX con la misma vitalidad de antes. En la miniserie del villano Penumbra, que fue un desprendimiento de la serie de Starman de los años 90, se indica que fue el villano quien provocó que Garrick abandonara su retiro en los años 50, pero los detalles de sus actividades durante esa época son muy vagos en el mejor de los casos.

### Tierra-Dos
Garrick salió de su retiro en 1961 cuando se encontró con Barry Allen, el Flash de la Edad de Plata que provenía de un universo paralelo (véase la historia "El Flash de dos mundos"). El mundo de Garrick es llamado Tierra-Dos y el de Allen Tierra-Uno. Pronto, el resto de la SJA se unió a Flash, aunque sus actividades durante los años 60 (fuera de su encuentro anual con la Liga de la Justicia de América de Tierra-Uno) no han sido registradas.
Garrick fue un miembro clave de las aventuras de la SJA de los años 70 (tal como se relata en All-Star Comics y Adventure Comics) y ha ayudado a lanzar la carrera del grupo Infinity Inc. Tras la Crisis en Tierras Infinitas, todos los mundos paralelos se fusionaron en uno, y Keystone City y Ciudad Central (donde vivía Barry Allen) se convirtieron en ciudades gemelas separadas por un río (una historia sugiere que Keystone, en este mundo fusionado, fue vuelta invisible y arrancada de la memoria del mundo durante muchos años por las acciones de varios supervillanos).

### SigloXXI
Ya a principios del siglo XXI, muchos de sus compañeros de la SJA se han retirado o han muerto, pero Garrick permanece activo con la formación actual del grupo. Debido a los efectos de varios tratamientos accidentales antienvejecimiento, físicamente tiene alrededor de 50 años, pero su edad cronológica está cercana a los 90. De los tres miembros originales de la SJA que todavía permanecen en el grupo (junto con Alan Scott y Wildcat), Jay realiza un acercamiento más paternal hacia sus otros compañeros de equipo así como con el resto de la comunidad superheróica. Después de comer con Wally West y Dick Grayson (Nightwing) en uno de los números de The Flash, Grayson comenta que le «gustaría ser igual [que Garrick] cuando crezca».

### Crisis Infinitay "Un año después"
Jay y su esposa, Joan, se habían convertido en los guardianes de Bart Allen luego de la desaparición de Max Mercury. Durante los sucesos de Crisis Infinita Jay dice que la Fuerza de la Velocidad se ha ido luego de una batalla en la que muchos velocistas, tanto vivos como muertos, lucharon contra Superboy Prime para entrar con él a esa dimensión. Jay se queda atrás al alcanzar su límite y no poder seguir el paso del resto. Bart Allen regresa, varios años mayor, habiendo absorbido la Fuerza de la Velocidad en su persecución del fugado Superboy Prime. Jay afirma que sin la Fuerza de la Velocidad su propio poder es mucho menor que antes: Al igual que Wally West tras la Crisis en Tierras Infinitas, ahora sólo puede correr aproximadamente a la velocidad del sonido. También indica que ahora que la Fuerza de la Velocidad ya no está retardando su envejecimiento, su velocidad disminuirá con el tiempo. Cuando Bart abandona Keystone City para mudarse a Los Ángeles, Jay vuelve a convertirse en el único protector de la ciudad. Luego de escuchar la noticia de la muerte de Bart, Jay colapsa de dolor en brazos de Jesse Chambers.
En el arco argumental Outsiders: One Year Later, aparece como antagonista un clon de Garrick creado por la Hermandad del Mal. Pese a tener la misma velocidad que Jay Garrick, no posee ninguno de sus recuerdos ni su experiencia, y físicamente aparenta unos 30 años de edad. El clon, que trabaja para un dictador de Malí, es derrotado gracias al trabajo en equipo de los Marginales; su cuerpo inconsciente es colocado bajo la custodia de Alan Scott, el Rey Blanco de Checkmate.
Jay continúa trabajando como miembro de la reformada Sociedad de la Justicia de América, bajo el liderazgo de Power Girl. Tras la muerte de Flash, Bart Allen, Jay recupera toda su velocidad.

### Jay y la labor que abandonaron los otros Flash
Garrick, es muy conocido también por ser el primer y último Flash vivo), a medida que los Flash morían, Garrick tomaba su labor, hasta la muerte de Bart, donde quedó siendo el más veloz del planeta. Según varios escritores, Jay es "eterno". Jay deja de ser el único Flash con el regreso de Wally West y el posible regreso de Barry Allen.

## Poderes y habilidades
Como Flash, Jay puede correr y mover sus extremidades a velocidad superhumana, además posee reflejos superhumanos. También posee un aura que impide que la fricción del aire afecte a su cuerpo y ropas mientras se está moviendo. Al contrario que Barry Allen, Jay no usa la fuerza de la velocidad sino que es un metahumano y se encuentra al nivel de los otros Flash siempre y cuando tenga la habilidad de "robar velocidad" de otros velocistas. Cuando la Fuerza de la Velocidad fue absorbida dentro de Bart Allen (y sólo podía ser accedida por él) luego de Crisis Infinita, la velocidad máxima de Jay era la velocidad del sonido. Tras la muerte de Bart y el regreso de Wally West, la Fuerza de la Velocidad volvió a operar normalmente y ahora Jay puede alcanzar una velocidad cercana a la de la luz, lo que le permite una igualdad de condiciones incluso con Zoom.
El estatus de Jay como metahumano podría ser un retcon ya que durante el arco argumental "Dead Heat" la conexión de Jay con la fuerza de la velocidad es inexistente y el villano Savitar y él, junto con otros velocistas, se queda sin poderes. No obstante, las palabras de Jay en Crisis Infinita n.º 7 implican que su metagén siempre estuvo presente, aunque inactivo hasta que la Fuerza de la Velocidad fue "destruida" o quizás hasta que ocurrió la creación de la Nueva Tierra.

## Recopilaciones y tomos en tapa dura
La siguiente es una lista de ediciones donde se reimprimieron los números de Flash Comics y de otros cómics en que apareció Jay Garrick. Los Archivos son tomos en tapa dura, todo el resto son recopilaciones en tapa blanda:
| Obra                                                       | Material original recopilado |
| ---------------------------------------------------------- | --- |
| The Golden Age Flash Archives Vol. 1 (1999)                | Flash Comics n.º 1-17 |
| The Golden Age Flash Archives Vol. 2 (2006)                | Flash Comics n.º 18-24 All Flash Comics n.º 1-2 |
| The Greatest Flash Stories Ever Told (1990) and TPB (1991) | Flash Comics n.º 1, 66, 86 Comic Cavalcade n.º 24 Showcase n.º 4 The Flash (vol. 1) n.º 107, 113, 119, 124, 125, 137, 143, 148, 179 Five-Star Super-Hero Spectacular The Flash (vol. 2) n.º 2 |
| The Flash: The Greatest Stories Ever Told (2007)           | Flash Comics n.º 86, 104 The Flash (vol. 1) n.º 123, 155, 165, 179 The Flash (vol. 2) n.º 91 DC Special Series n.º 11                                                                         |

## Otras versiones
Al final de la maxiserie 52 se revela la existencia de un nuevo multiverso que consiste originariamente en 52 realidades idénticas. Sin embargo, estas realidades comienzan a divergir debido a que Mister Mind "devora" aspectos de los distintos universos. Entre estos universos paralelos aparece un mundo designado como "Tierra-2", visualmente similar a la Tierra-Dos pre-Crisis. En una de las viñetas puede verse a la contraparte de Jay Garrick entre otros personajes de la Sociedad de la Justicia de América. Aunque los nombres de los personajes y del grupo no son mencionados en este panel, durante la miniserie Countdown: Arena el Flash de la nueva Tierra-2 se identifica específicamente como Jay Garrick. Este Garrick, que no permite que otros lo llamen "Flash", parece ser un duplicado casi exacto del Garrick original de la época de la Segunda Guerra Mundial, puesto que es mucho más joven.
En la miniserie de Elseworlds JSA: The Unholy Three, Jay Garrick aparece como un agente de inteligencia de los Estados Unidos de América estacionado en Rusia, trabajando con el nombre en código de Mercury (Mercurio).

## Apariciones en otros medios

### Televisión

#### Animación
- En el episodio "Legends" de la Liga de la Justicia, un personaje llamado The Streak (El Rayo) con la voz de David Naughton está basado en Jay Garrick. The Streak era el velocista del Justice Guild of America. Murió junto con los otros miembros de la JGA durante una guerra que destruyó la mayor parte de su mundo natal. El personaje de The Streak se basa en el Flash de la Edad de Oro, Jay Garrick, con algunas diferencias de vestuario: el casco (Jay usa un casco de la Primera Guerra Mundial que le dio su padre adornado con alas como las de la capucha de Flash, no un casco de piloto), los pantalones (que son azules en lugar de rojos con pantalones cortos amarillos) y el rayo en la camisa (que se eleva desde la parte inferior y ocupa la mayor parte de su cuerpo principal).
- Jay Garrick es un personaje recurrente en Batman: The Brave and the Bold, con la voz de Andy Milder. Es uno de los héroes con los que Batman se une con más frecuencia. En la trama teaser de "Trials of the Demon", él y Batman detienen al Espantapájaros y la Reina del Grito en Halloween. Después de enterarse de que las calabazas de Halloween están infectadas con la toxina del miedo del Espantapájaros, Garrick reúne todas las calabazas de la ciudad. Cuando la gente del pueblo exige saber qué pasó, Garrick descubre que Batman ya se ha ido. Garrick aparece brevemente en "El destino del equinoccio", en el que presta sus poderes a Batman para ayudarlo contra Equinoccio. Regresa como miembro de la Sociedad de la Justicia en el episodio "La Edad de Oro de la Justicia". En "Requiem for a Scarlet Speedster", Garrick reconoce que Barry Allen desapareció en una batalla con el Profesor Zoom. Batman, Jay y Kid Flash usan la cinta de correr cósmica para viajar al siglo 25 y ayudar a Barry a luchar contra el Profesor Zoom.
- Jay Garrick aparece en la serie animada Young Justice, con la voz de Geoff Pierson. Él y Joan (con la voz de Kath Soucie) se presentan en el episodio "Downtime", donde las familias Allen y West organizan una fiesta de cumpleaños para Jay. Joan Garrick se refiere a Jay como un 'velocista retirado', y no parece poseer el envejecimiento lento que tiene su contraparte del cómic. Sale temporalmente de su retiro en el episodio "Bloodlines" para ayudar a Barry, Kid Flash e Impulse durante una batalla contra Neutron, así como en el final de la serie para ayudar a la Liga de la Justicia a salvar la Tierra. A lo largo de la serie, se menciona que los Garricks han estado actuando como guardianes de Impulse. Regresa en Young Justice: Outsiders episodio "Illusion of Control" donde se lo ve sentado junto a su esposa Joan en un hospital en Central City. En el episodio "Early Warning", Kid Flash y Blue Beetle no pueden ayudar a los Forasteros porque están con Jay asistiendo al funeral de Joan. En el episodio "Elder Wisdom", Jay Garrick le recuerda a Lex Luthor durante su entrevista con G. Gordon Godfrey que el Registro de Héroe no funcionó cuando Lex Luthor sugiere revivirlo.

#### Acción en vivo

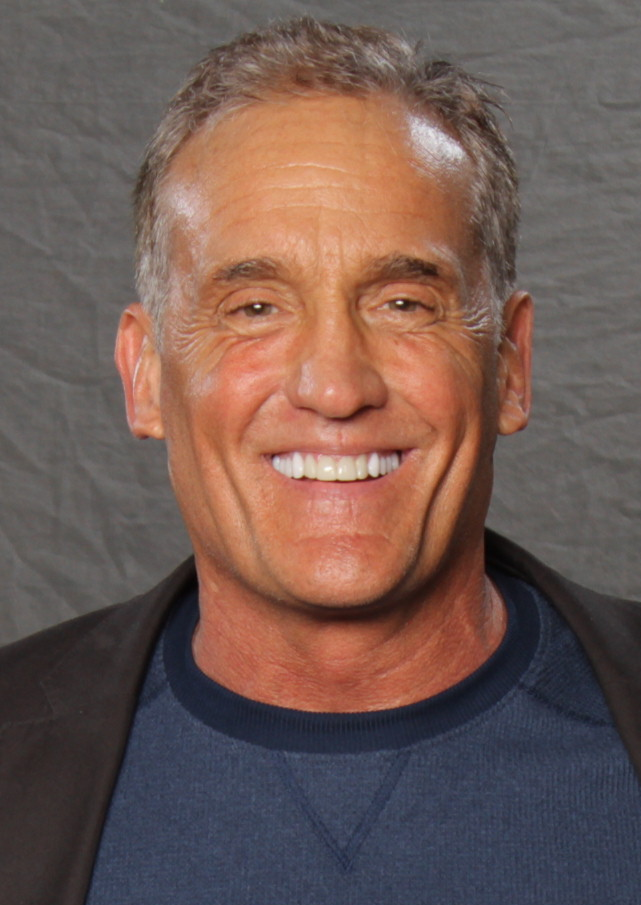
John Wesley Shipp personaliza al corredor en la serie The Flash.

- En la serie televisiva de The Flash de los años 90, el villano Trickster pinta la estatua del dios romano Mercurio de amarillo y rojo como una forma de burlarse de Flash (Barry Allen). La estatua se parece a Jay Garrick con su uniforme. El hermano de Barry Allen, cuyo asesinato en el episodio piloto inspira la carrera de Flash, se llama Jay lo que parece un homenaje a Jay Garrick. Más adelante, en Ciudad Central se puede ver que una calle lleva el nombre "Garrick".
- En Smallville, Jay Garrick es uno de los alias utilizados por Bart Allen. En la película  Absolute Justice (estrenada en dos episodios, los número 11 y 12 de la Novena Temporada de Smallville), Jay Garrick realiza un pequeño cameo, interpretado por el actor Billy Mitchell, en una filmación que encuentran Clark y Chloe en el depósito del Daily Planet sobre el desaparecido grupo Justice Society of America.
- Jay Garrick aparece en la serie de televisión de acción en vivo The Flash de 2014.[21] Aunque se publicitó mucho que Teddy Sears interpretaba al personaje durante la segunda temporada, más tarde se reveló que en realidad era la mascarada de Hunter Zolomon / Zoom en la Tierra-2.[22] El personaje real se presenta por su nombre en el final de la temporada dos como Flash de Tierra-3 y el doppelgänger de Henry Allen (interpretado por John Wesley Shipp). Zolomon lo había mantenido cautivo, intentando sin éxito desviar la energía Speed Force de Garrick.[23] Garrick regresa en la tercera temporada, actuando como un severo mentor para Barry Allen, mientras explica las consecuencias adversas del viaje en el tiempo, utiliza la analogía de tratar de reparar una taza de café rota, y le aconseja a Barry que viva con los errores que se cometieron cuando Barry intentó alterar la línea de tiempo. Garrick aparece a continuación cuando se enfrenta a su versión del Tramposo, cuando Barry le pide ayuda para derrotar al autoproclamado dios de la velocidad, Savitar. Garrick soporta una paliza de Savitar para darle a Barry la oportunidad de detener al peón de Savitar, Doctor Alquimia. Más tarde, por sugerencia de Garrick, los dos velocistas arrojan la caja con la Piedra Filosofal (piedra de toque de Savitar) en Speed Force para poner fin a la amenaza de Savitar, sin embargo, Barry es catapultado cinco meses hacia el futuro, presencia a Savitar matando a Iris West. Garrick afirma que lo que vio Barry fue un futuro potencial que podría cambiar. Garrick luego anima a Barry a centrarse más en el presente.[24] Garrick luego ingresa a Speed Force para ayudar a Barry a salvar a Wally West de la prisión de Speed Force de Savitar en la que Wally fue engañado para que ingresara. Garrick elige quedarse atrás en Speed Force para que Barry y Wally puedan escapar. Garrick es liberado en el final de la tercera temporada por Vibe para ayudar a Barry y Wally en su lucha contra Savitar, y Barry elige tomar su lugar después de la muerte de Savitar. En la cuarta temporada, llaman a Garrick para ayudar a Barry y Jesse Wells a evitar que una explosión nuclear destruya Central City. Los tres velocistas entran en "Flashtime", un estado en el que se mueven tan rápido que el tiempo parece estar congelado. Después de varios intentos fallidos de detener la explosión, operar en Flashtime durante tanto tiempo comienza a afectar el cuerpo envejecido de Garrick, lo que lo obliga a volver a la velocidad normal. Finalmente, después de que se evita el desastre, Garrick anuncia que ha decidido retirarse del trabajo de superhéroe y comenzará a entrenar a un protegido para que lo suceda como Flash de Tierra-3. Para la sexta temporada, Garrick se retiró y se estableció con su esposa Joan Williams (interpretada por Michelle Harrison), con quien trabajó en el seguimiento de firmas de antimateria en el multiverso y luego ayudó a Barry a descubrir su papel en una inminente "Crisis". En la séptima temporada, después de la Crisis, Jay y Joan ahora residen en Tierra-Prima Keystone City. Ella intenta ayudarlo a recuperar su velocidad, pero es secuestrado por varios drones Godspeed, que lo usan como cebo para atraer a Bart Allen. Sin embargo, Barry, XS y Mecha Vibe rescatan a Jay y Bart.
- Jay Garrick aparece en la serie Stargirl del Universo DC, interpretado por un actor no acreditado en la primera temporada y nuevamente interpretado por John Wesley Shipp en las temporadas dos y tres.[25] Esta versión es miembro de la Sociedad de la Justicia de América antes de que el equipo fuera atacado y asesinado por la Sociedad de la Injusticia, y Garrick aparentemente fue asesinado por Icicle. Después de hacer apariciones en flashbacks representados en la segunda temporada, Garrick aparece vivo 20 años después en el final de la tercera temporada "Frenemies - Chapter Thirteen: The Reckoning".

### Película
- Jay Garrick aparece en los créditos al comienzo de la película animada Justice League: The New Frontier. Allí, al igual que en los cómics, Garrick es miembro de la Sociedad de la Justicia de América que se encuentra disuelta debido a la muerte de Hourman.
- La encarnación de Tierra-2 de Jay Garrick aparece en Justice Society: World War II, con la voz de Armen Taylor. Esta versión es un miembro fundador de la Sociedad de la Justicia de América que estuvo activo durante su versión terrestre de la guerra titular.

### Videojuegos
- Jay Garrick aparece en Batman: The Brave and the Bold - The Videogame, con la voz de Andy Milder.
- Jay Garrick aparece en DC Universe Online, con la voz de Ryan Wickerham.
- El atuendo de Tierra-2 de Jay Garrick aparece como un disfraz descargable para Flash en Injustice: Dioses entre nosotros.
- Jay Garrick se puede jugar como un aspecto principal para The Flash en Injustice 2, con la voz de Travis Willingham. También hace un cameo en el final para un jugador de Flash.
- En DC Legends aparece como un personaje jugable, además de que su casco es parte del equipo de Flash.